# Ladies Tour of Norway 2019
La 6.ª edición del Ladies Tour of Norway se celebró entre el 22 y el 25 de agosto de 2019 con inicio en la ciudad de Åsgårdstrand y final en Halden en Noruega. El recorrido constó de un total de 4 etapas sobre una distancia total de 543 km. 
La carrera formó parte del UCI WorldTour Femenino 2019 como competencia de categoría 2.WWT del calendario ciclístico de máximo nivel mundial, siendo la vigésima carrera de dicho circuito, y fue ganada por la neerlandesa Marianne Vos del equipo CCC-Liv. El podio lo completaron la estadounidense Coryn Rivera y la canadiense Leah Kirchmann del equipo Sunweb, segunda y tercera clasificada respectivamente.

## Equipos
Tomaron parte en la carrera un total de 20 equipos, de los cuales 19 son equipos de categoría UCI Team Femenino invitados por la organización y 1 selección nacional. Los equipos participantes fueron:
| Equipos femeninos (19)- Alé Cipollini - BePink - Boels Dolmans - BTC City Ljubljana - Canyon-SRAM Racing - CCC-Liv - Doltcini-Van Eyck Sport - Drops - FDJ-Nouvelle Aquitaine-Futuroscope - Hitec Products - Mitchelton-Scott - Movistar Team - Parkhotel Valkenburg-Destil - Rally UHC Cycling Women - Sunweb Women - Tibco-Silicon Valley Bank - Trek-Segafredo - Valcar Cylance - Virtu Cycling Women Equipo nacional- Noruega |
| |

## Recorrido
El Ladies Tour of Norway dispuso de cuatro etapas etapas para un recorrido total de 543 km.
| Etapa     | Fecha     | Recorrido                     | type            | Distancia (km) | Ganador       | Líder         |
| --------- | --------- | ----------------------------- | --------------- | -------------- | ------------- | ------------- |
| 1.ª etapa | 22 de ago | Åsgårdstrand – Horten         | etapa llana     | 128            | Lorena Wiebes | Lorena Wiebes |
| 2.ª etapa | 23 de ago | Mysen – Askim                 | etapa escarpada | 133,6          | Marianne Vos  | Marianne Vos  |
| 3.ª etapa | 24 de ago | Moss – Halden                 | etapa llana     | 125,2          | Marianne Vos  | Marianne Vos  |
| 4.ª etapa | 25 de ago | Old Svinesund Bridge – Halden | etapa llana     | 156,2          | Marianne Vos  | Marianne Vos  |

## Desarrollo de la carrera

### 1.ª etapa
| Åsgårdstrand - Horten | etapa llana | (128 km) |

| \| Clasificación de la etapa \| Clasificación de la etapa \| Clasificación de la etapa \| Clasificación de la etapa \| Clasificación de la etapa \| \| Ciclista \| Ciclista \| Equipo \| Tiempo \| \| \| ------------------------- \| ------------------------- \| ---------------------------------- \| ------------------------- \| ------------------------- \| \| 1.ª \| Lorena Wiebes \| Parkhotel Valkenburg \| 3 h 16 min 27 s \| \| \| 2.ª \| Chloe Hosking \| Alé Cipollini \| + 0 s \| \| \| 3.ª \| Amalie Dideriksen \| Boels Dolmans \| + 0 s \| \| \| 4.ª \| Letizia Paternoster \| Trek-Segafredo \| + 0 s \| \| \| 5.ª \| Marianne Vos \| CCC-Liv \| + 0 s \| \| \| 6.ª \| Susanne Andersen \| Sunweb \| + 0 s \| \| \| 7.ª \| Sheyla Gutiérrez \| Movistar Team \| + 0 s \| \| \| 8.ª \| Sarah Roy \| Mitchelton-Scott \| + 0 s \| \| \| 9.ª \| Marta Bastianelli \| Virtu Cycling Women \| + 0 s \| \| \| 10.ª \| Eugénie Duval \| FDJ-Nouvelle Aquitaine-Futuroscope \| + 0 s \| \| |                     |                                    |                 |
| |                     |                                    |                 |
| Fuente: ProCyclingStats |                     |                                    |                 |
| Clasificación de la etapa |                     |                                    |                 |
| Ciclista | Ciclista            | Equipo                             | Tiempo          |
| 1.ª | Lorena Wiebes       | Parkhotel Valkenburg               | 3 h 16 min 27 s |
| 2.ª | Chloe Hosking       | Alé Cipollini                      | + 0 s           |
| 3.ª | Amalie Dideriksen   | Boels Dolmans                      | + 0 s           |
| 4.ª | Letizia Paternoster | Trek-Segafredo                     | + 0 s           |
| 5.ª | Marianne Vos        | CCC-Liv                            | + 0 s           |
| 6.ª | Susanne Andersen    | Sunweb                             | + 0 s           |
| 7.ª | Sheyla Gutiérrez    | Movistar Team                      | + 0 s           |
| 8.ª | Sarah Roy           | Mitchelton-Scott                   | + 0 s           |
| 9.ª | Marta Bastianelli   | Virtu Cycling Women                | + 0 s           |
| 10.ª | Eugénie Duval       | FDJ-Nouvelle Aquitaine-Futuroscope | + 0 s           |

| \| Clasificación general \| Clasificación general \| Clasificación general \| Clasificación general \| Clasificación general \| \| Ciclista \| Ciclista \| Equipo \| Tiempo \| \| \| --------------------- \| --------------------- \| ---------------------------------- \| --------------------- \| --------------------- \| \| 1.ª \| Lorena Wiebes \| Parkhotel Valkenburg \| 3 h 16 min 17 s \| \| \| 2.ª \| Chloe Hosking \| Alé Cipollini \| + 4 s \| \| \| 3.ª \| Amalie Dideriksen \| Boels Dolmans \| + 6 s \| \| \| 4.ª \| Letizia Paternoster \| Trek-Segafredo \| + 10 s \| \| \| 5.ª \| Marianne Vos \| CCC-Liv \| + 10 s \| \| \| 6.ª \| Susanne Andersen \| Sunweb \| + 10 s \| \| \| 7.ª \| Sheyla Gutiérrez \| Movistar Team \| + 10 s \| \| \| 8.ª \| Sarah Roy \| Mitchelton-Scott \| + 10 s \| \| \| 9.ª \| Marta Bastianelli \| Virtu Cycling Women \| + 10 s \| \| \| 10.ª \| Eugénie Duval \| FDJ-Nouvelle Aquitaine-Futuroscope \| + 10 s \| \| |                     |                                    |                 |
| |                     |                                    |                 |
| Fuente: ProCyclingStats |                     |                                    |                 |
| Clasificación general |                     |                                    |                 |
| Ciclista | Ciclista            | Equipo                             | Tiempo          |
| 1.ª | Lorena Wiebes       | Parkhotel Valkenburg               | 3 h 16 min 17 s |
| 2.ª | Chloe Hosking       | Alé Cipollini                      | + 4 s           |
| 3.ª | Amalie Dideriksen   | Boels Dolmans                      | + 6 s           |
| 4.ª | Letizia Paternoster | Trek-Segafredo                     | + 10 s          |
| 5.ª | Marianne Vos        | CCC-Liv                            | + 10 s          |
| 6.ª | Susanne Andersen    | Sunweb                             | + 10 s          |
| 7.ª | Sheyla Gutiérrez    | Movistar Team                      | + 10 s          |
| 8.ª | Sarah Roy           | Mitchelton-Scott                   | + 10 s          |
| 9.ª | Marta Bastianelli   | Virtu Cycling Women                | + 10 s          |
| 10.ª | Eugénie Duval       | FDJ-Nouvelle Aquitaine-Futuroscope | + 10 s          |

### 2.ª etapa
| Mysen - Askim | etapa escarpada | (133,6 km) |

| \| Clasificación de la etapa \| Clasificación de la etapa \| Clasificación de la etapa \| Clasificación de la etapa \| Clasificación de la etapa \| \| Ciclista \| Ciclista \| Equipo \| Tiempo \| \| \| ------------------------- \| ------------------------- \| ------------------------- \| ------------------------- \| ------------------------- \| \| 1.ª \| Marianne Vos \| CCC-Liv \| 3 h 19 min 33 s \| \| \| 2.ª \| Alice Barnes \| Canyon-SRAM Racing \| + 0 s \| \| \| 3.ª \| Marta Bastianelli \| Virtu Cycling Women \| + 0 s \| \| \| 4.ª \| Coryn Rivera \| Sunweb \| + 0 s \| \| \| 5.ª \| Letizia Paternoster \| Trek-Segafredo \| + 0 s \| \| \| 6.ª \| Chloe Hosking \| Alé Cipollini \| + 0 s \| \| \| 7.ª \| Lorena Wiebes \| Parkhotel Valkenburg \| + 0 s \| \| \| 8.ª \| Aude Biannic \| Movistar Team \| + 0 s \| \| \| 9.ª \| Eugenia Bujak \| BTC City Ljubljana \| + 0 s \| \| \| 10.ª \| Ilaria Sanguineti \| Valcar Cylance \| + 0 s \| \| |                     |                      |                 |
| |                     |                      |                 |
| Fuente: ProCyclingStats |                     |                      |                 |
| Clasificación de la etapa |                     |                      |                 |
| Ciclista | Ciclista            | Equipo               | Tiempo          |
| 1.ª | Marianne Vos        | CCC-Liv              | 3 h 19 min 33 s |
| 2.ª | Alice Barnes        | Canyon-SRAM Racing   | + 0 s           |
| 3.ª | Marta Bastianelli   | Virtu Cycling Women  | + 0 s           |
| 4.ª | Coryn Rivera        | Sunweb               | + 0 s           |
| 5.ª | Letizia Paternoster | Trek-Segafredo       | + 0 s           |
| 6.ª | Chloe Hosking       | Alé Cipollini        | + 0 s           |
| 7.ª | Lorena Wiebes       | Parkhotel Valkenburg | + 0 s           |
| 8.ª | Aude Biannic        | Movistar Team        | + 0 s           |
| 9.ª | Eugenia Bujak       | BTC City Ljubljana   | + 0 s           |
| 10.ª | Ilaria Sanguineti   | Valcar Cylance       | + 0 s           |

| \| Clasificación general \| Clasificación general \| Clasificación general \| Clasificación general \| Clasificación general \| \| Ciclista \| Ciclista \| Equipo \| Tiempo \| \| \| --------------------- \| --------------------- \| --------------------- \| --------------------- \| --------------------- \| \| 1.ª \| Marianne Vos \| CCC-Liv \| 6 h 35 min 50 s \| \| \| 2.ª \| Lorena Wiebes \| Parkhotel Valkenburg \| + 0 s \| \| \| 3.ª \| Chloe Hosking \| Alé Cipollini \| + 4 s \| \| \| 4.ª \| Marta Bastianelli \| Virtu Cycling Women \| + 6 s \| \| \| 5.ª \| Amalie Dideriksen \| Boels Dolmans \| + 6 s \| \| \| 6.ª \| Letizia Paternoster \| Trek-Segafredo \| + 10 s \| \| \| 7.ª \| Aude Biannic \| Movistar Team \| + 10 s \| \| \| 8.ª \| Eugenia Bujak \| BTC City Ljubljana \| + 10 s \| \| \| 9.ª \| Floortje Mackaij \| Sunweb \| + 10 s \| \| \| 10.ª \| Sheyla Gutiérrez \| Movistar Team \| + 10 s \| \| |                     |                      |                 |
| |                     |                      |                 |
| Fuente: ProCyclingStats |                     |                      |                 |
| Clasificación general |                     |                      |                 |
| Ciclista | Ciclista            | Equipo               | Tiempo          |
| 1.ª | Marianne Vos        | CCC-Liv              | 6 h 35 min 50 s |
| 2.ª | Lorena Wiebes       | Parkhotel Valkenburg | + 0 s           |
| 3.ª | Chloe Hosking       | Alé Cipollini        | + 4 s           |
| 4.ª | Marta Bastianelli   | Virtu Cycling Women  | + 6 s           |
| 5.ª | Amalie Dideriksen   | Boels Dolmans        | + 6 s           |
| 6.ª | Letizia Paternoster | Trek-Segafredo       | + 10 s          |
| 7.ª | Aude Biannic        | Movistar Team        | + 10 s          |
| 8.ª | Eugenia Bujak       | BTC City Ljubljana   | + 10 s          |
| 9.ª | Floortje Mackaij    | Sunweb               | + 10 s          |
| 10.ª | Sheyla Gutiérrez    | Movistar Team        | + 10 s          |

### 3.ª etapa
| Moss - Halden | etapa llana | (125,2 km) |

| \| Clasificación de la etapa \| Clasificación de la etapa \| Clasificación de la etapa \| Clasificación de la etapa \| Clasificación de la etapa \| \| Ciclista \| Ciclista \| Equipo \| Tiempo \| \| \| ------------------------- \| ------------------------- \| ------------------------- \| ------------------------- \| ------------------------- \| \| 1.ª \| Marianne Vos \| CCC-Liv \| 3 h 24 min 20 s \| \| \| 2.ª \| Coryn Rivera \| Sunweb \| + 5 s \| \| \| 3.ª \| Demi Vollering \| Parkhotel Valkenburg \| + 11 s \| \| \| 4.ª \| Leah Kirchmann \| Sunweb \| + 11 s \| \| \| 5.ª \| Katarzyna Niewiadoma \| Canyon-SRAM Racing \| + 11 s \| \| \| 6.ª \| Lucy Kennedy \| Mitchelton-Scott \| + 13 s \| \| \| 7.ª \| Floortje Mackaij \| Sunweb \| + 15 s \| \| \| 8.ª \| Mavi García \| Movistar Team \| + 17 s \| \| \| 9.ª \| Soraya Paladin \| Alé Cipollini \| + 17 s \| \| \| 10.ª \| Vita Heine \| Hitec Products-Birk Sport \| + 17 s \| \| |                      |                           |                 |
| |                      |                           |                 |
| Fuente: ProCyclingStats |                      |                           |                 |
| Clasificación de la etapa |                      |                           |                 |
| Ciclista | Ciclista             | Equipo                    | Tiempo          |
| 1.ª | Marianne Vos         | CCC-Liv                   | 3 h 24 min 20 s |
| 2.ª | Coryn Rivera         | Sunweb                    | + 5 s           |
| 3.ª | Demi Vollering       | Parkhotel Valkenburg      | + 11 s          |
| 4.ª | Leah Kirchmann       | Sunweb                    | + 11 s          |
| 5.ª | Katarzyna Niewiadoma | Canyon-SRAM Racing        | + 11 s          |
| 6.ª | Lucy Kennedy         | Mitchelton-Scott          | + 13 s          |
| 7.ª | Floortje Mackaij     | Sunweb                    | + 15 s          |
| 8.ª | Mavi García          | Movistar Team             | + 17 s          |
| 9.ª | Soraya Paladin       | Alé Cipollini             | + 17 s          |
| 10.ª | Vita Heine           | Hitec Products-Birk Sport | + 17 s          |

| \| Clasificación general \| Clasificación general \| Clasificación general \| Clasificación general \| Clasificación general \| \| Ciclista \| Ciclista \| Equipo \| Tiempo \| \| \| --------------------- \| --------------------- \| --------------------- \| --------------------- \| --------------------- \| \| 1.ª \| Marianne Vos \| CCC-Liv \| 10 h 00 min 00 s \| \| \| 2.ª \| Coryn Rivera \| Sunweb \| + 19 s \| \| \| 3.ª \| Leah Kirchmann \| Sunweb \| + 31 s \| \| \| 4.ª \| Katarzyna Niewiadoma \| Canyon-SRAM Racing \| + 31 s \| \| \| 5.ª \| Lorena Wiebes \| Parkhotel Valkenburg \| + 32 s \| \| \| 6.ª \| Floortje Mackaij \| Sunweb \| + 35 s \| \| \| 7.ª \| Christine Majerus \| Boels Dolmans \| + 45 s \| \| \| 8.ª \| Marta Bastianelli \| Virtu Cycling Women \| + 48 s \| \| \| 9.ª \| Riejanne Markus \| CCC-Liv \| + 50 s \| \| \| 10.ª \| Hanna Nilsson \| BTC City Ljubljana \| + 50 s \| \| |                      |                      |                  |
| |                      |                      |                  |
| Fuente: ProCyclingStats |                      |                      |                  |
| Clasificación general |                      |                      |                  |
| Ciclista | Ciclista             | Equipo               | Tiempo           |
| 1.ª | Marianne Vos         | CCC-Liv              | 10 h 00 min 00 s |
| 2.ª | Coryn Rivera         | Sunweb               | + 19 s           |
| 3.ª | Leah Kirchmann       | Sunweb               | + 31 s           |
| 4.ª | Katarzyna Niewiadoma | Canyon-SRAM Racing   | + 31 s           |
| 5.ª | Lorena Wiebes        | Parkhotel Valkenburg | + 32 s           |
| 6.ª | Floortje Mackaij     | Sunweb               | + 35 s           |
| 7.ª | Christine Majerus    | Boels Dolmans        | + 45 s           |
| 8.ª | Marta Bastianelli    | Virtu Cycling Women  | + 48 s           |
| 9.ª | Riejanne Markus      | CCC-Liv              | + 50 s           |
| 10.ª | Hanna Nilsson        | BTC City Ljubljana   | + 50 s           |

### 4.ª etapa
| Old Svinesund Bridge - Halden | etapa llana | (156,2 km) |

| \| Clasificación de la etapa \| Clasificación de la etapa \| Clasificación de la etapa \| Clasificación de la etapa \| Clasificación de la etapa \| \| Ciclista \| Ciclista \| Equipo \| Tiempo \| \| \| ------------------------- \| ------------------------- \| ------------------------- \| ------------------------- \| ------------------------- \| \| 1.ª \| Marianne Vos \| CCC-Liv \| 3 h 52 min 24 s \| \| \| 2.ª \| Marta Bastianelli \| Virtu Cycling Women \| + 0 s \| \| \| 3.ª \| Ilaria Sanguineti \| Valcar Cylance \| + 0 s \| \| \| 4.ª \| Chloe Hosking \| Alé Cipollini \| + 0 s \| \| \| 5.ª \| Alice Barnes \| Canyon-SRAM Racing \| + 0 s \| \| \| 6.ª \| Leah Kirchmann \| Sunweb \| + 0 s \| \| \| 7.ª \| Coryn Rivera \| Sunweb \| + 0 s \| \| \| 8.ª \| Silvia Persico \| Valcar Cylance \| + 0 s \| \| \| 9.ª \| Lorena Wiebes \| Parkhotel Valkenburg \| + 0 s \| \| \| 10.ª \| Christine Majerus \| Boels Dolmans \| + 0 s \| \| |                   |                      |                 |
| |                   |                      |                 |
| Fuente: ProCyclingStats |                   |                      |                 |
| Clasificación de la etapa |                   |                      |                 |
| Ciclista | Ciclista          | Equipo               | Tiempo          |
| 1.ª | Marianne Vos      | CCC-Liv              | 3 h 52 min 24 s |
| 2.ª | Marta Bastianelli | Virtu Cycling Women  | + 0 s           |
| 3.ª | Ilaria Sanguineti | Valcar Cylance       | + 0 s           |
| 4.ª | Chloe Hosking     | Alé Cipollini        | + 0 s           |
| 5.ª | Alice Barnes      | Canyon-SRAM Racing   | + 0 s           |
| 6.ª | Leah Kirchmann    | Sunweb               | + 0 s           |
| 7.ª | Coryn Rivera      | Sunweb               | + 0 s           |
| 8.ª | Silvia Persico    | Valcar Cylance       | + 0 s           |
| 9.ª | Lorena Wiebes     | Parkhotel Valkenburg | + 0 s           |
| 10.ª | Christine Majerus | Boels Dolmans        | + 0 s           |

## Clasificaciones finales
Las clasificaciones finalizaron de la siguiente forma:

### Clasificación general
| \| Clasificación general \| Clasificación general \| Clasificación general \| Clasificación general \| Clasificación general \| \| Ciclista \| Ciclista \| Equipo \| Tiempo \| \| \| --------------------- \| --------------------- \| --------------------- \| --------------------- \| --------------------- \| \| 1.ª \| Marianne Vos \| CCC-Liv \| 13 h 52 min 14 s \| \| \| 2.ª \| Coryn Rivera \| Sunweb \| + 29 s \| \| \| 3.ª \| Leah Kirchmann \| Sunweb \| + 41 s \| \| \| 4.ª \| Katarzyna Niewiadoma \| Canyon-SRAM Racing \| + 41 s \| \| \| 5.ª \| Lorena Wiebes \| Parkhotel Valkenburg \| + 42 s \| \| \| 6.ª \| Floortje Mackaij \| Sunweb \| + 45 s \| \| \| 7.ª \| Marta Bastianelli \| Virtu Cycling Women \| + 52 s \| \| \| 8.ª \| Christine Majerus \| Boels Dolmans \| + 55 s \| \| \| 9.ª \| Riejanne Markus \| CCC-Liv \| + 1 min 00 s \| \| \| 10.ª \| Hanna Nilsson \| BTC City Ljubljana \| + 1 min 00 s \| \| |                      |                      |                  |
| |                      |                      |                  |
| Fuente: ProCyclingStats |                      |                      |                  |
| Clasificación general |                      |                      |                  |
| Ciclista | Ciclista             | Equipo               | Tiempo           |
| 1.ª | Marianne Vos         | CCC-Liv              | 13 h 52 min 14 s |
| 2.ª | Coryn Rivera         | Sunweb               | + 29 s           |
| 3.ª | Leah Kirchmann       | Sunweb               | + 41 s           |
| 4.ª | Katarzyna Niewiadoma | Canyon-SRAM Racing   | + 41 s           |
| 5.ª | Lorena Wiebes        | Parkhotel Valkenburg | + 42 s           |
| 6.ª | Floortje Mackaij     | Sunweb               | + 45 s           |
| 7.ª | Marta Bastianelli    | Virtu Cycling Women  | + 52 s           |
| 8.ª | Christine Majerus    | Boels Dolmans        | + 55 s           |
| 9.ª | Riejanne Markus      | CCC-Liv              | + 1 min 00 s     |
| 10.ª | Hanna Nilsson        | BTC City Ljubljana   | + 1 min 00 s     |

### Clasificación por puntos
| Clasificación por puntos | Clasificación por puntos | Clasificación por puntos | Clasificación por puntos | Clasificación por puntos |
| Ciclista                 | Ciclista                 | Equipo                   | Puntos                   |                          |
| ------------------------ | ------------------------ | ------------------------ | ------------------------ | ------------------------ |
| 1.ª                      | Emilie Moberg            | Virtu Cycling Women      | 22 pts                   |                          |
| 2.ª                      | Marianne Vos             | CCC-Liv                  | 16 pts                   |                          |
| 3.ª                      | Lisa Klein               | Canyon-SRAM Racing       | 9 pts                    |                          |
| 4.ª                      | Marta Bastianelli        | Virtu Cycling Women      | 9 pts                    |                          |
| 5.ª                      | Chloe Hosking            | Alé Cipollini            | 9 pts                    |                          |
| 6.ª                      | Lorena Wiebes            | Parkhotel Valkenburg     | 7 pts                    |                          |
| 7.ª                      | Alice Barnes             | Canyon-SRAM Racing       | 7 pts                    |                          |
| 8.ª                      | Amalie Dideriksen        | Boels Dolmans            | 6 pts                    |                          |
| 9.ª                      | Barbara Guarischi        | Virtu Cycling Women      | 5 pts                    |                          |
| 10.ª                     | Moniek Tenniglo          | Mitchelton-Scott         | 4 pts                    |                          |

### Clasificación de la montaña
| Clasificación de la montaña | Clasificación de la montaña | Clasificación de la montaña | Clasificación de la montaña | Clasificación de la montaña |
| Ciclista                    | Ciclista                    | Equipo                      | Puntos                      |                             |
| --------------------------- | --------------------------- | --------------------------- | --------------------------- | --------------------------- |
| 1.ª                         | Soraya Paladin              | Alé Cipollini               | 19 pts                      |                             |
| 2.ª                         | Lucy Kennedy                | Mitchelton-Scott            | 11 pts                      |                             |
| 3.ª                         | Marianne Vos                | CCC-Liv                     | 9 pts                       |                             |
| 4.ª                         | Coryn Rivera                | Sunweb                      | 6 pts                       |                             |
| 5.ª                         | Rossella Ratto              | BTC City Ljubljana          | 5 pts                       |                             |
| 6.ª                         | Joscelin Lowden             | Drops                       | 4 pts                       |                             |
| 7.ª                         | Diana Peñuela               | Alé Cipollini               | 4 pts                       |                             |
| 8.ª                         | Shannon Malseed             | Tibco-Silicon Valley Bank   | 4 pts                       |                             |
| 9.ª                         | Mavi García                 | Movistar Team               | 4 pts                       |                             |
| 10.ª                        | Demi Vollering              | Parkhotel Valkenburg        | 4 pts                       |                             |

### Clasificación de las jóvenes
| Clasificación del mejor joven | Clasificación del mejor joven | Clasificación del mejor joven | Clasificación del mejor joven | Clasificación del mejor joven |
| Ciclista                      | Ciclista                      | Equipo                        | Tiempo                        |                               |
| ----------------------------- | ----------------------------- | ----------------------------- | ----------------------------- | ----------------------------- |
| 1.ª                           | Lorena Wiebes                 | Parkhotel Valkenburg          | 13 h 52 min 56 s              |                               |
| 2.ª                           | Juliette Labous               | Sunweb                        | + 27 s                        |                               |
| 3.ª                           | Abby-Mae Parkinson            | Drops                         | + 1 min 14 s                  |                               |
| 4.ª                           | Marta Lach                    | CCC-Liv                       | + 1 min 16 s                  |                               |
| 5.ª                           | Anna Henderson                | Tibco-Silicon Valley Bank     | + 1 min 33 s                  |                               |
| 6.ª                           | Susanne Andersen              | Sunweb                        | + 2 min 07 s                  |                               |
| 7.ª                           | Franziska Koch                | Sunweb                        | + 3 min 07 s                  |                               |
| 8.ª                           | Lizzie Holden                 | Drops                         | + 4 min 25 s                  |                               |
| 9.ª                           | Silvia Persico                | Valcar Cylance                | + 5 min 06 s                  |                               |
| 10.ª                          | Alessia Vigilia               | Valcar Cylance                | + 11 min 15 s                 |                               |

### Clasificación por equipos
| Clasificación por equipos | Clasificación por equipos          | Clasificación por equipos | Clasificación por equipos |
| Equipo                    | Equipo                             | Tiempo                    |                           |
| ------------------------- | ---------------------------------- | ------------------------- | ------------------------- |
| 1.º                       | Sunweb Women                       | 41 h 38 min 43 s          |                           |
| 2.º                       | CCC-Liv                            | + 24 s                    |                           |
| 3.º                       | Canyon-SRAM Racing                 | + 2 min 24 s              |                           |
| 4.º                       | Boels Dolmans                      | + 2 min 31 s              |                           |
| 5.º                       | Mitchelton-Scott                   | + 3 min 20 s              |                           |
| 6.º                       | BTC City Ljubljana                 | + 4 min 01 s              |                           |
| 7.º                       | Trek-Segafredo                     | + 5 min 27 s              |                           |
| 8.º                       | Movistar Team                      | + 8 min 00 s              |                           |
| 9.º                       | Alé Cipollini                      | + 8 min 25 s              |                           |
| 10.º                      | FDJ-Nouvelle Aquitaine-Futuroscope | + 9 min 59 s              |                           |

## Evolución de las clasificaciones
| Etapa                   | Vencedora               | Clasificación general | Clasificación por puntos | Clasificación de la montaña | Clasificación de las jóvenes | Clasificación de la mejor noruega | Clasificación por equipos |
| ----------------------- | ----------------------- | --------------------- | ------------------------ | --------------------------- | ---------------------------- | --------------------------------- | ------------------------- |
| 1.ª                     | Lorena Wiebes           | Lorena Wiebes         | Lorena Wiebes            | Soraya Paladin              | Lorena Wiebes                | Susanne Andersen                  | Sunweb                    |
| 2.ª                     | Marianne Vos            | Marianne Vos          | Emilie Moberg            | Soraya Paladin              | Lorena Wiebes                | Susanne Andersen                  | Sunweb                    |
| 3.ª                     | Marianne Vos            | Marianne Vos          | Marianne Vos             | Soraya Paladin              | Lorena Wiebes                | Susanne Andersen                  | Sunweb                    |
| 4.ª                     | Marianne Vos            | Marianne Vos          | Marianne Vos             | Soraya Paladin              | Lorena Wiebes                | Susanne Andersen                  | Sunweb                    |
| Clasificaciones finales | Clasificaciones finales | Marianne Vos          | Marianne Vos             | Soraya Paladin              | Lorena Wiebes                | Susanne Andersen                  | Sunweb                    |

## Ciclistas participantes y posiciones finales
Convenciones:
- AB-N: Abandono en la etapa "N"
- FLT-N: Retiro por llegada fuera del límite de tiempo en la etapa "N"
- NTS-N: No tomó la salida para la etapa "N"
- DES-N: Descalificado o expulsado en la etapa "N"

## UCI WorldTour Femenino
El Ladies Tour of Norway otorgó puntos para el UCI WorldTour Femenino 2019 y el UCI World Ranking Femenino, incluyendo a todas las corredoras de los equipos en las categorías UCI Team Femenino. Las siguientes tablas muestran el baremo de puntuación y las 10 corredoras que obtuvieron más puntos:
| Posición   | 1.ª | 2.ª | 3.ª | 4.ª | 5.ª | 6.ª | 7.ª | 8.ª | 9.ª | 10.ª | 11.ª | 12.ª | 13.ª | 14.ª | 15.ª | 16.ª-30.ª | 31.ª-40.ª |
| Puntuación | 200 | 150 | 125 | 100 | 85  | 70  | 60  | 50  | 40  | 35   | 30   | 25   | 20   | 15   | 10   | 5         | 3         |
| Por etapa  | 25  | 20  | 18  | 16  | 14  | 12  | 10  | 8   | 6   | 4    |      |      |      |      |      |           |           |
| Líder      | 5   |     |     |     |     |     |     |     |     |      |      |      |      |      |      |           |           |

| Clasificación |                      |                      |         |       |       |       |
| Posición      | Ciclista             | Equipo               | General | Etapa | Líder | Total |
| ------------- | -------------------- | -------------------- | ------- | ----- | ----- | ----- |
| 1.ª           | Marianne Vos         | CCC-Liv              | 200     | 89    | 10    | 299   |
| 2.ª           | Coryn Rivera         | Sunweb               | 150     | 46    | -     | 196   |
| 3.ª           | Leah Kirchmann       | Sunweb               | 125     | 28    | -     | 153   |
| 4.ª           | Lorena Wiebes        | Parkhotel Valkenburg | 85      | 41    | 5     | 131   |
| 5.ª           | Katarzyna Niewiadoma | Canyon SRAM Racing   | 100     | 14    | -     | 114   |
| 6.ª           | Marta Bastianelli    | Virtu                | 60      | 44    | -     | 104   |
| 7.ª           | Floortje Mackaij     | Sunweb               | 70      | 10    | -     | 80    |
| 8.ª           | Chloe Hosking        | Alé Cipollini        | 20      | 48    | -     | 68    |
| 9.ª           | Christine Majerus    | Boels-Dolmans        | 50      | 4     | -     | 54    |
| 10.ª          | Riejanne Markus      | CCC-Liv              | 40      | -     | -     | 40    |